# Joachim Schmidt (Politiker, † 1572)
Joachim Schmidt, auch Joachim Schmied († 1572), war Bürgermeister von Görlitz.

## Biographie
Schmidt saß seit 1548 bis zum Jahr 1572 im Görlitzer Rat. Er entstammte der sehr angesehenen und reichen Familie Schmidt.
Am Gedenktag Unserer Lieben Frauen des Jahres 1431 hatte Hans Schmidt („Smit“) aus Görlitz, ein Vorfahre Joachims, aus Augsburg von Kaiser Sigismund einen Wappenbrief erhalten. 1530 und 1531 besserte König Ferdinand das Wappen. 1541 fügte Karl V. den Adel hinzu.
Die Wappenbesserung und Adelung von 1531 bzw. 1541 fehlen im kaiserlich-königlichen Adelsarchiv und die Auskünfte darüber könnten Irrtümer aus den Wappenbesserungen in den Jahren 1530 und 1551 sein. Am 12. oder 15. Dezember 1551 wurde das Wappen für Joachim und seinen Bruder Johann gebessert. Karl V. erhob sie in den rittermäßigen Adel.
In den Jahren 1556, 1560 und 1564 war Joachim Schmidt Bürgermeister von Görlitz. Er war in erster Ehe mit Katharina, Tochter Sebastian Schützes des Älteren, und in zweiter Ehe mit Magdalena Hoffmann verheiratet.

## Familie
Die Tochter Magdalena heiratete am 22. April 1577 Sebastian Hoffmann.
Der Sohn Georg studierte in Wittenberg, wohnte in der Görlitzer Petersstraße 13, wurde 1573 Ratsherr, 1574 Skabinus, 1575 und 1580–1584 Stadtrichter und in den Jahren 1587, 1590 Bürgermeister.
Der gleichnamige Sohn Joachim (1556–1600) wurde ebenfalls Ratsherr und war ein reicher Kaufmann.
Am 28. Mai 1583 besserte Rudolph II. das Wappen Joachims Familie ein weiteres Mal und erneuerte den Adel seiner Söhne Joachim, Georg und seines Neffen Benedict. Sie schrieben sich seitdem Schmidt von Schmiedebach.
Der Bürgermeister Joachim ist vereinzelt auch unter dem Namen Joachim Schmidt von Schmiedebach zu lesen, wobei dieser Namenszusatz erst mit der Adelsbestätigung seiner Söhne bzw. Neffen entstand, als er selbst schon nicht mehr lebte.